# Diritto greco antico

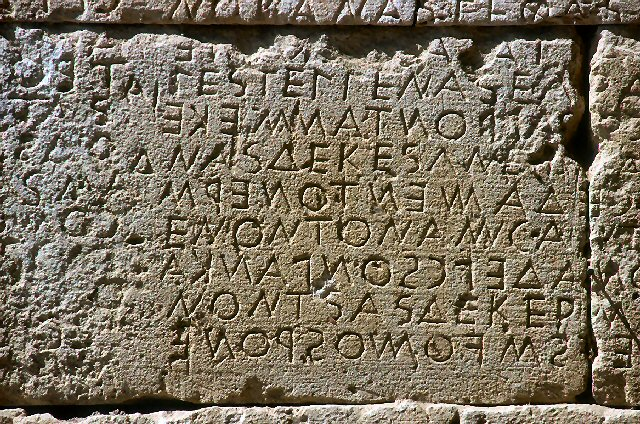
Le leggi di Gortina (Creta), di epoca arcaica, la più completa codificazione giuridica greca sopravvissuta

Con l'espressione diritto greco antico non si può intendere uno specifico ordinamento giuridico, dato che ciascuna polis era governata da un proprio sistema di leggi, in regime giuridico di autonomia e autarchia (αὐτάρκεια). Si tratta infatti di un termine collettivo per riferirsi a una forma regionale e storicamente delineata di diritto positivo, basata tuttavia su un comune pensiero giuridico e sugli stessi principi. Così poteva avvenire che leggi come quelle dettate da Caronda per Katane venissero volutamente adottate da altre poleis. Si verificavano anche prestiti reciproci su scala minore, in particolar modo nel diritto commerciale. A causa della grande influenza politica e culturale dispiegata da Atene, il diritto attico esercitò un'influenza significativa sugli ordinamenti della altre poleis ed è anche quello che è meglio conosciuto, grazie alla prevalenza delle fonti.

## Caratteri e peculiarità del diritto greco
Il contributo della Grecia sui temi del diritto, della giustizia, e della polis, ha privilegiato l'ambito dell'elaborazione filosofica, lasciando direttamente le sue tracce nella moderna filosofia del diritto.
A differenza della società romana, la civiltà greca non conobbe, ad esempio, una classe di figure deputate all'interpretazione giuridica, e la stessa legislazione greca non assolse una funzione sistematica ed esaustiva; su questo punto, anzi, vi è anche chi, come Karl-Joachim Hölkeskamp, si spinge ad affermare una tesi, non condivisa da tutti, secondo cui la legislazione greca fu prevalentemente il prodotto di interventi normativi di carattere parziale e straordinario.
Riguardo all'unitarietà del diritto greco antico, le posizioni sono ugualmente dibattute. Ludwig Mitteis, ad esempio, nel 1891, pur ammettendo il polimorfismo della legislazione delle poleis, ne sosteneva tuttavia l'unitarietà, basata, a suo avviso, sul fatto che essa riposava su un patrimonio condiviso di concetti giuridici. La tesi è contestata da Moses Finley, il quale sosteneva che l'individuazione di elementi comuni ai vari sistemi giuridici avveniva a un livello così alto di generalizzazione da far diventare privo di ogni utilità il concetto unificante di "diritto greco".
Ciononostante l'influenza del diritto greco antico ha operato, indirettamente, grazie all'influsso esercitato sul diritto romano di epoca imperiale, a seguito del contatto tra i due sistemi culturali, iniziato dopo la conquista romana della Grecia, nel II secolo a.C.. L'influenza determinante del diritto greco sul diritto romano di età imperiale, soprattutto attraverso l'esperienza giuridica dell'Egitto tolemaico, fu messo in luce per la prima volta da Ludwig Mitteis nel 1891, grazie allo studio dei papiri greci provenienti dall'Egitto. Fu la civiltà romana a mostrarsi più congeniale verso un'attitudine più sistematica e unitaria nei confronti del diritto, e a incorporarlo in quell'elaborazione giuridica che, durata secoli, diffusasi attraverso l'azione unificante dell'impero, ha finito per dispiegare, con i suoi modelli, una notevole influenza sui moderni sistemi giuridici europei ed extra-europei.
Se al diritto greco fa difetto la funzione esegetica, un suo carattere peculiare è invece la precoce apparizione di una vera e propria tecnica legislativa, testimoniata dalla codificazione in forma scritta apparsa in un'età veramente arcaica della storia greca, tra il VII e il VI secolo a.C. Oltre alle numerose testimonianze epigrafiche, esiste a supporto una consolidata tradizione storica circa l'operato di una serie di figure di legislatori, con personaggi come Zaleuco, Caronda, attivi in ambiente magnogreco, o come Solone, in Attica, riformatore del diritto ad Atene.

## Problema delle fonti storiche

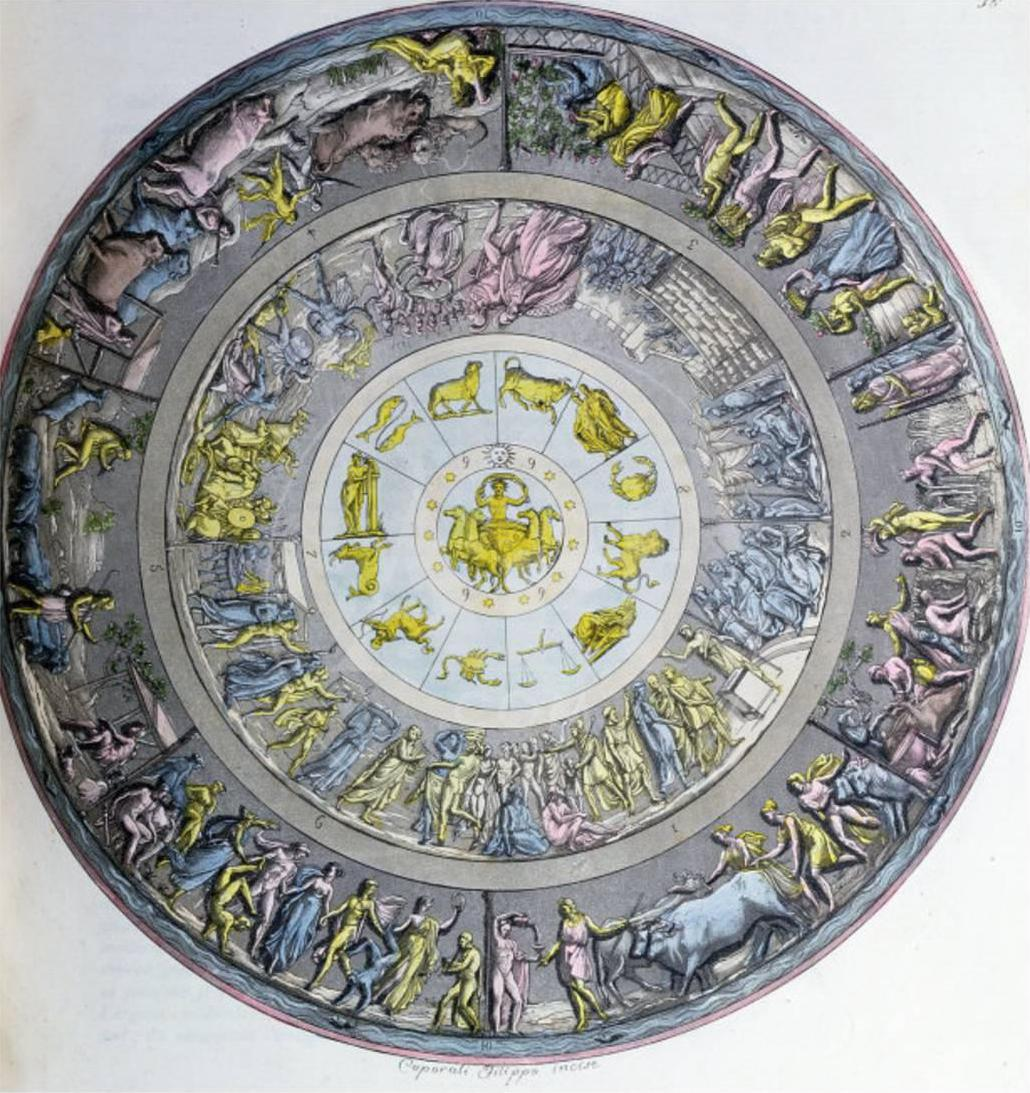
Lo scudo di Achille nell'interpretazione ottocentesca di Angelo Monticelli

Il problema principale, nello studio del diritto greco, è che non ci è pervenuto quasi alcun sistema completo, essendo sopravvissute prevalentemente solo fonti storiche (letterarie ed epigrafiche) tramandate in modo frammentario e disorganico, che hanno assunto le seguenti forme principali:
- per l'età più arcaica, solo passaggi occasionali dai poemi epici, come la descrizione dello scudo di Achille nella scena del giudizio riportata nell'Iliade di Omero (XVIII, 490–508)[5], la prima «scena processuale della letteratura occidentale»[6] o la corsa dei carri del XXIII libro, durante i giochi funebri indetti da Achille per i funerali di Patroclo. Vi sono stati numerosi tentativi di individuare ed estrapolare, dalle episodiche testimonianze, un sistema di "regole", sociali e giuridiche, che regolavano le società aristocratiche dell'epopea omerica, o di enucleare le regole procedurali sottostanti ai procedimenti di risoluzione delle controversie individuali, desumibili dall'analisi dei poemi epici.
- leggi di Gortina, un sistema di norme di diritto arcaico vigenti per la polis di Gortina, nella Creta del V secolo, l'unica codificazione completa superstite, tramandata da un'ampia iscrizione. Il raggio d'azione delle leggi di Gortina riguarda l'orizzonte di rapporti giuridici e sociali che vivono nello spazio dell'oikos: si tratta del diritto di famiglia, con la regolazione dei rapporti patrimoniali fra coniugi, dei diritti successorii, degli istituti dell'adozione e del divorzio, e della disciplina dell'adulterio.
- episodici e occasionali ritrovamenti epigrafici, come, ad esempio, le Leggi di Draconte sull'omicidio, conservata ad Atene (IG I3 104)[7].
- per il diritto ateniese (soprattutto dal IV secolo a.C.) sono utili, in particolare, le orazioni forensi dei logografi, il cui contenuto va sottoposto ai necessari riscontri attraverso il confronto con quanto residua in iscrizioni sparse. Importanti, per questa fase del diritto, sono scritti come l'Apologia di Socrate di Platone o passaggi occasionali del suo dialogo sulle Leggi, che, tuttavia, verte sulla teoria del soggetto senza esercitare alcuna influenza sulla reale pratica del diritto. Importante è poi la critica a Le Leggi di Platone compiuta da Aristotele nella sua Politica: lo stagirita, oltre a discutere delle leggi in relazione alle costituzioni, recensisce l'opera di alcuni antichi legislatori. Il trattato sulla Costituzione degli Ateniesi comprende un resoconto sulla giurisdizione dei vari pubblici ufficiali e sui meccanismi delle corti di giustizia, e quindi ci permette di fare a meno delle testimonianze di seconda mano fornite dai grammatici e dagli scoliasti che, per le loro informazioni, dipendevano dal trattato aristotelico sulla Costituzione degli ateniesi.
- sempre per l'Attica, sono importanti testimoni del diritto greco le opere dei tragediografi e commediografi, quando riportano, ad esempio, scene di processi giudiziari.
- sul diritto ellenistico dell'Egitto greco in età tolemaica sono sopravvissute ricche fonti papirologiche che permettono di trarre conclusioni più generali sul diritto greco. Sopravvivono inoltre, sul diritto di età ellenistica, i frutti di episodici ritrovamenti epigrafici nelle singole città e località dell'Impero macedone.

Molte fonti letterarie si concentrano su Atene e riguardano, di conseguenza, soprattutto l'Attica: questo, insieme all'influenza dispiegata dalla città nell'epoca d'oro del cosiddetto impero ateniese, e congiunto con l'interesse della scienza politica contemporanea per l'emergere della democrazia ateniese, ha avuto l'effetto, da un certo punto di vista problematico e distorsivo, di rendere il diritto attico l'oggetto privilegiato di studio e il campo di indagine più conosciuto. Ne è conseguita la difficoltà di delineare ampie sintesi scientifiche sul diritto greco in generale, che non fossero polarizzate sul sistema attico: si tratta di un problema già connaturato con la natura a-sistematica del diritto greco, che è reso più esasperato dalla conoscenza scientifica maturata su un corpus di testimonianze disparate, episodiche e frammentarie.
Per quanto riguarda il diritto ellenistico, le fonti sono concentrate sull'Egitto tolemaico, beneficiato dalla sopravvivenza delle già citate fonti papiracee, con una sproporzione rispetto alle più sporadiche fonti epigrafiche dell'impero macedone.